# 横滨正金银行大楼 (天津)
横滨正金银行大楼是日本横滨正金银行在中国天津建造的分行大楼。该分行开设于1899年，选址在天津英租界的主要街道维多利亚道（今解放北路80号）的北段，作为天津租界时代留存下来的重要建筑之一，该建筑目前是天津市文物保护单位和特殊保护等级历史风貌建筑。

## 建筑
天津横滨正金银行大楼建于1926年，由英商工程师爱迪克生和道拉斯联合设计。该建筑具有古典主义风格，为二层混合结构楼房，拥有石材墙面，其建筑造型稳重而华丽，外檐建有8棵科林斯柱构成的开敞柱廊，建有玻璃顶和回廊。现为中国银行天津分行使用。

### 引用
1. ↑  原横滨正金银行[永久]

### 外部来源
书籍
- 《天津老银行》，天津大学出版社，2008年3月第一版，ISBN 978-7-5618-2598-3